# Резник, Борис (композитор)
Борис Резник (латыш. Boriss Rezņiks, род. 3 мая 1947, Рига) — латвийский композитор. С 1972 по 1992 год руководил музыкальной группой «Эолика». Является автором многих широко известных в Латвии песен, среди которых — «Pasaule, pasaulīt», «Es neesmu Džeina Fonda», «Tava atnākšana», «Tu smejies sapnī», «Karavāna», «Atmostas Baltija».
В 1993 году вместе с композитором Иварсом Вигнерсом основал студию звукозаписи Studio 55, является её совладельцем.

## Награды
- Офицер ордена Трёх звёзд (2010)[3]
- Почётная грамота Президента Латвии (2021)[4].
- Национальная премия Латвии в области звукозаписи (1997).